# Scatter River Old Growth Provincial Park
Scatter River Old Growth Park är en park i Kanada.   Den ligger i provinsen British Columbia, i den centrala delen av landet, 3 600 km väster om huvudstaden Ottawa. Scatter River Old Growth Park ligger 477 meter över havet.
Terrängen runt Scatter River Old Growth Park är kuperad. Trakten runt Scatter River Old Growth Park är nära nog obefolkad, med mindre än två invånare per kvadratkilometer.. Det finns inga samhällen i närheten.
I omgivningarna runt Scatter River Old Growth Park växer i huvudsak barrskog.